# Trachinus armatus
Trachinus armatus és una espècie de peix de la família dels traquínids i de l'ordre dels perciformes.

## Morfologia
Els mascles poden assolir els 35 cm de longitud total.

## Distribució geogràfica
Es troba des de Mauritània fins a Angola.